# سيفيل شحادة
سيفيل شحادة (بالرومانية: Sevil Shhaideh)‏ (بالرومانية: Sevil Shhaideh) (من مواليد 4 ديسمبر 1964; الأسم عند الولادة سيفيل غيامبك) هي سياسية رومانية ذات أصول تتارية من القرم، وعضو في الحزب الديموقراطي الاشتراكي الروماني، وخريجة أكاديمية الدراسات الاقتصادية في عام 1987 من قسم التخطيط الاقتصادي. رشحت بتاريخ 21 ديسمبر 2016، عن الحزب الديموقراطي الاشتراكي لتولي منصبَ رئاسة الوزراء في رومانيا، التي كان يمكن ان تكون أول إمراة تتولى هذا المنصب في رومانيا وأول إمراة مُسلمة على المستوى الأوروبي لكن رفضها الرئيس كلاوس يوهانيس.